# Karoran
Karoran es una ciudad de la India en el distrito de Rupnagar, estado de Punyab.

## Geografía
Se encuentra a una altitud de 386 m s. n. m. a 8 km de la capital estatal, Chandigarh, en la zona horaria UTC +5:30.

## Demografía
Según estimación 2010 contaba con una población de 23 118 habitantes.